# 추첨
거버넌스에서 추첨(sortition)은 공무원이나 배심원이 무작위로 대표 표본을 선정하는 것이다. 이를 통해 파벌주의를 최소화할 수 있는데 그 이유는 당선된 자들이 선거운동 대신 정책 결정 공부에 우선을 더 둘 수 있기 때문이다. 고대 아테네 민주주의에서 추첨은 정치공무원들을 임명하는 전통적이면서 주된 방식이었으며 이는 민주주의의 주된 특징으로 간주되었다.

## 같이 보기
- 직접 민주제
- 제비뽑기